# نيكولاس أودينو
نيكولاس تشارلز أودينو (25 أبريل 1767 - 13 سبتمبر 1847) ، كونت أودينو الأول، ودوق ريدجو ، ومارشال الإمبراطورية الفرنسية الاولى. شاركة في حروب الثورة الفرنسية والحروب النابليونية. يُعتَبر أودينو الجندي الذي تَعَرض لأكبر عدد من الإصابات خلال حربي الثورة الفرنسية والنابليونية ، بإجمالي 34 إصابة. في 1795-1796، أصيب بأحدَ عشر جرحاً (رصاصَتان وتسع جُروح سَيف). عندما التقاه المارشال فرانسوا كانروبير في عام 1830، كان لديه هذا التعليق: «كانَ عِبارة عَن غربال».

## سيرة ذاتية
كان نيكولاس تشارلز أودينو ابن نيكولاس أودينو وماري آن آدم، وهوَ الوحيد من بين أطفالهما التسعة الذي عاش حتى سن الرشد. كان والده يعمل في صناعة الجعة والمزارع وتقطير البراندي في بار لو دوك ، لورين. قرر العمل في الجيش، وخدم في كتيبة ميدوك من 1784 إلى 1787، عندما لم يكن لديه أي أمل في الترقية بسبب ولادته غير النبيلة، تقاعد برتبة رقيب. 

## الحروب الثورية الفرنسية
غيرت الثورة الفرنسية ثروته، وفي عام 1792، عند اندلاع الحرب، تم انتخابه مقدمًا في الكتيبة الثالثة لمتطوعي نهر الميز. دفاعه الشجاع عن حصن بيتش الصغير عندما كانَ في الفوج عام 1792 لفت الانتباه إليه. تم نقله إلى الجيش النظامي في نوفمبر 1793، وبعد أن خدم في العديد من العمليات على الحدود البلجيكية تمت ترقيته إلى لواء، في يونيو 1794 لشَجاعته في معركة كايزرسلاوترن. 
استمر في الخدمة بامتياز على الحدود الألمانية تحت قيادة لازار هوش وتشارلز بيتشيجرو وجان مورو ، وأصيب مرارًا وتكرارًا (في عام 1795) تم أسره بعد إصابته مرة أخرى. لقد كان اليد اليمنى لأندريه ماسينا طوال الحملة السويسرية عام 1799، أولاً كقائد فرقة، ثم كرئيس للأركان، وبرزَ بتميز غير عادي في معركة زيورخ الثانية. كان حاضراً تحت قيادة ماسينا في حصار جنوة، وميز نفسه في معركة مونزامبانو لدرجة أن نابليون قدم له سيفًا شرفياً (جائزة غير شائعة بشكل خاص تم استبدالها لاحقًا بـ جوقة الشرف). تم تعيينه كمفتش عام للمشاة، وعند إنشاء الإمبراطورية، مُنح وسام الصليب الأكبر لجوقة الشرف ، ولكن لم يتم تضمينه في الإنشاء الأول لتشكيلة المارشالات. 

## الحروب النابليونية

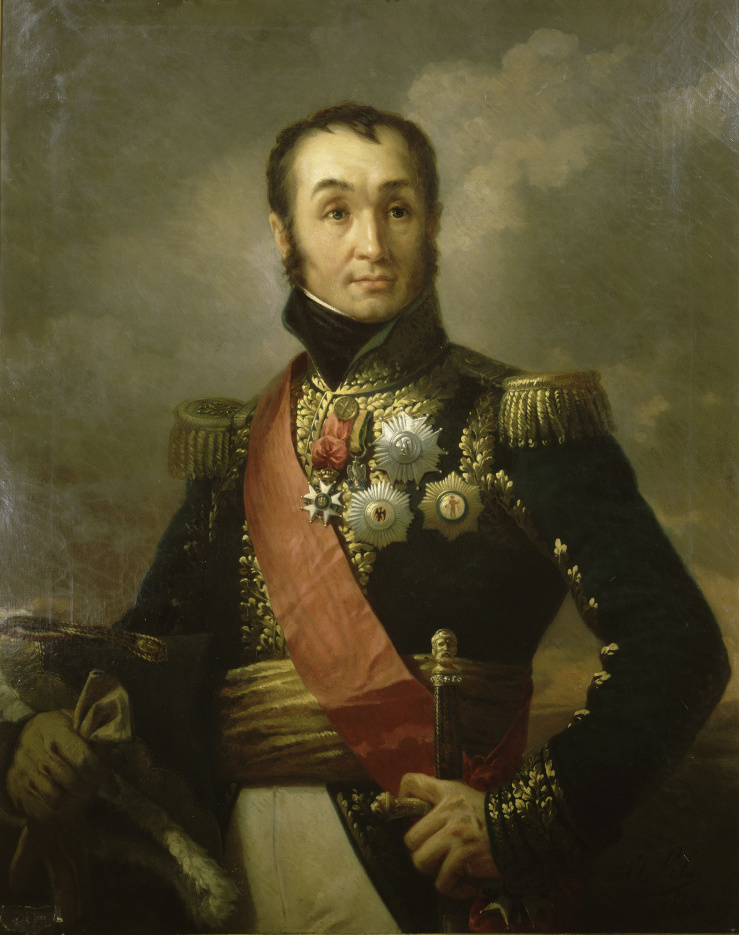
المارشال أودينوت ، بريشة روبرت لوفيفر.

تم انتخاب أودينو عضوًا في مجلس النواب، لكن لم يكن لديه وقت كافٍ لتكريسه للسياسة. تولى دورًا قياديًا في حرب عام 1805، حيث تولى قيادة الفرقة الشهيرة «غرينادير أودينو»، المكونة من قوات منتقاة يدوياً، والتي استولى بها على جسور فيينا، وأصيب بجروح في معركة شونجرابرن في النمسا السفلى ضد الروس. في عام 1807، شارك في انتصار يواكيم مورات في معركة أوسترولينكا في بولندا وقاتل بحزم ونجاح في معركة فريدلاند.
في عام 1808، تم تعيينه حاكمًا لإرفورت وكونت الإمبراطورية الفرنسية، وفي عام 1809، بعد معركة فغرام ، تمت ترقيته إلى رتبة مارشال فرنسا. تم تعيينه دوقًا فخريًا لإقطاعية ريدجو الدوقية الكبرى في مملكة نابولي ، وتلقى منحة مالية كبيرة في أبريل 1810. 
من 1810 إلى 1812 أدار أودينو حكومة مملكة هولندا السابقة، وقاد الفيلق الثاني من الجيش الكبير في الحملة الروسية. كان لفيلقه دور فعال في بناء الجسر فوق بيريزينا والذي سمح بإجلاء القوات بعد الهزيمة في معركة بيريزينا. خلال هذه الفترة أصيب بجروح أخرى في المعركة. 
كان حاضراً في معركة لوتزن ومعركة باوتسن، وعندما تولى القيادة المستقلة للفيلق الموجه للاستيلاء على برلين، هُزِم في معركة غروسبيرين. ثم حل المارشال ناي مكانه، لكن الأخير هُزم في معركة دينيويتز.
تولى أودينو مناصب قيادية مهمة في معركة لايبزيغ وفي حملة عام 1814. عند تنازل نابليون عن العرش، انضم إلى الحكومة الجديدة، وأصبح مُنَضراً لفرنسا من قبل الملك لويس الثامن عشر. على عكس العديد من رفاقه القدامى، لم ينضم أودينو إلى سيده السابق أثناء عودة بونابرت عام 1815.

## الحياة في وقت لاحق
كانت آخر خدماته النشطة في الغزو الفرنسي لإسبانيا عام 1823، حيث قاد فيلقًا وكان لفترة من الوقت حاكمًا لمدريد. توفي يوم 13 سبتمبر 1847 كحاكم لمؤسسة المحاربين القدامى الباريسية "Les Invalides".

## المَراجع
1. ↑  senat.fr (بالفرنسية), QID:Q111695467
2. ↑  Reggio de Calabre. نسخة محفوظة 6 مايو 2021 على موقع واي باك مشين.
3. ↑  . نسخة محفوظة 2018-08-28 على موقع واي باك مشين.
4. 1 2 3 4 5  Chisholm 1911.

Eidahl، Kyle (1997). "Marshal Nicolas Charles Oudinot: "Le Bayard de l'Armée Français"". Journal of the International Napoleonic Society. اطلع عليه بتاريخ 2013-02-16.